# Quintus Planius Sardus Truttedius Pius
Quintus Planius Sardus Truttedius Pius (vollständige Namensform Quintus Planius Sardus Gai filius Pupinia Truttedius Pius) war ein im 1. Jahrhundert n. Chr. lebender Angehöriger des römischen Ritterstandes (Eques).
Durch Militärdiplome ist belegt, dass er von 97 bis 99 Kommandeur der Ala I Flavia Gaetulorum war, die zu diesem Zeitpunkt in der Provinz Moesia inferior stationiert war. Truttedius Pius war in der Tribus Pupinia eingeschrieben.
Ein Quintus Planius Sardus ist für 126 als Kommandeur der Ala I Ulpia Contariorum belegt; bei ihm handelt es sich wahrscheinlich um seinen Sohn. Weitere Verwandte waren vermutlich Quintus Planius Felix, der durch eine Inschrift bekannt ist, die in Minturnae gefunden wurde sowie der spätere Senator Quintus Planius Sardus Lucius Varius Ambibulus.